# Departamento da Marinha (Austrália)
O Departamento da Marinha é um antigo departamento do governo federal australiano criado em 13 de novembro de 1939 para substituir o Escritório da Marinha dentro do Departamento de Defesa, após a eclosão da Segunda Guerra Mundial.
O departamento assumiu o controle da administração e finanças da Marinha Real Australiana (RAN) do Departamento de Defesa. O departamento foi abolido pelo governo de Whitlam em 30 de novembro de 1973, quando os departamentos de serviço único foram amalgamados, com seu papel assumido pelo Gabinete da Marinha dentro do Departamento de Defesa.